# Cataglyphis saharae
Cataglyphis saharae é uma espécie de inseto do gênero Cataglyphis, pertencente à família Formicidae.